# Sappho (wiersz Sary Teasdale)

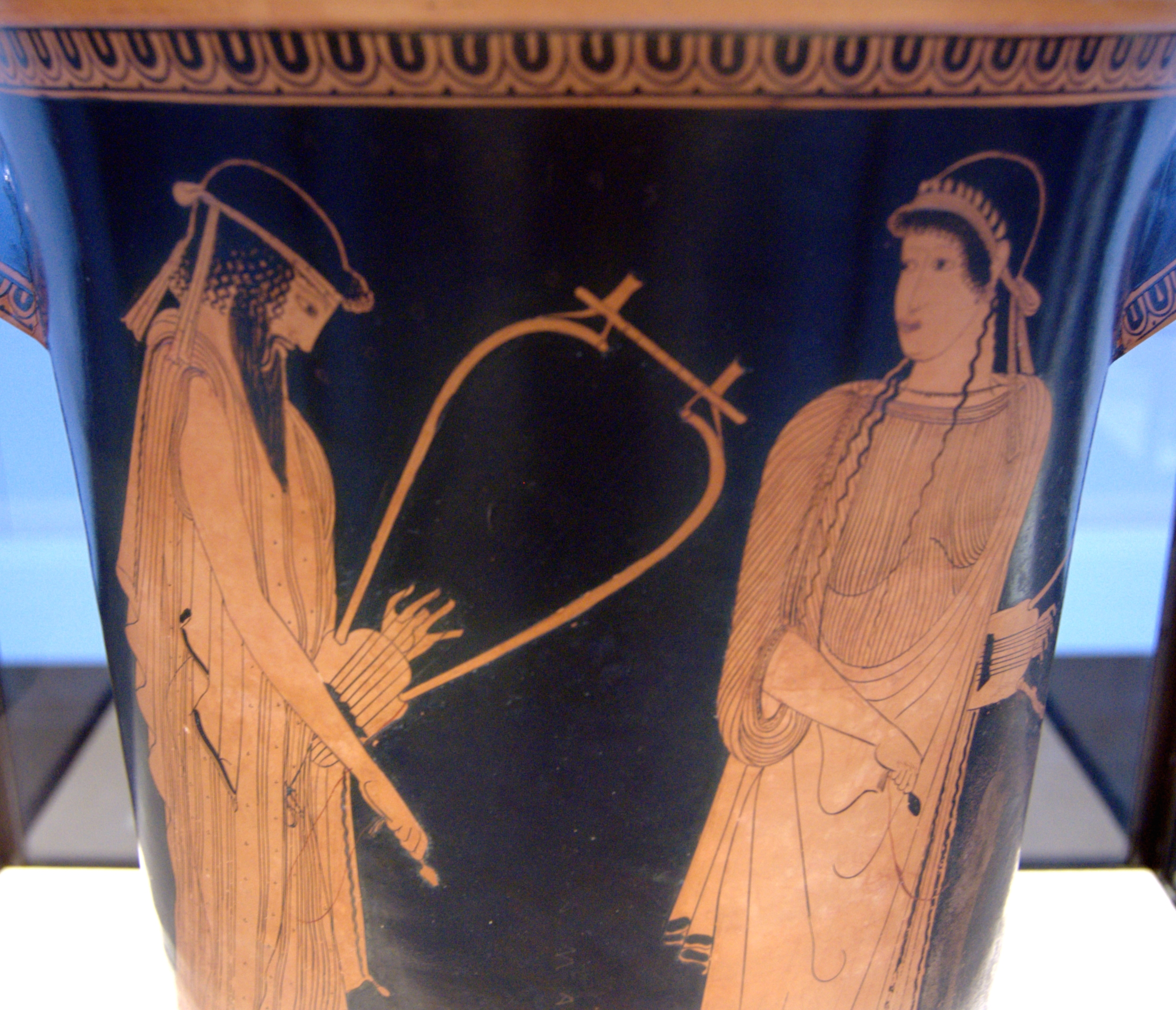
Alkajos i Safona

Sappho – wiersz amerykańskiej poetki Sary Teasdale opublikowany w tomiku Helen of Troy and Other Poems wydanym w 1911. Pod względem gatunkowym utwór jest monologiem dramatycznym w stylu Roberta Browninga i Alfreda Tennysona. Zalicza się do serii podobnych utworów poetki zamieszczonych w tym samym zbiorku Helen of Troy, Beatrice, Marianna Alcoforando, Guenevere i Erinna. Tematycznie łączy się z tym ostatnim. Stanowi imaginacyjną wypowiedź greckiej poetki Safony. Został napisany, podobnie jak wiele innych anglosaskich monologów dramatycznych, wierszem białym:
The twilight's inner flame grows blue and deep,
And in my Lesbos, over leagues of sea,
The temples glimmer moonwise in the trees.
Twilight has veiled the little flower face
Here on my heart, but still the night is kind
And leaves her warm sweet weight against my breast.
Wiersz biały jest najbardziej typowy dla gatunku monologu dramatycznego w literaturze języka angielskiego.